# 양즈잉
양즈잉(중국어 간체자: 杨之楹, 정체자: 楊之楹, 병음: Yáng Zhīyíng, 한자음: 양지영, 영어: Katherine Yang 캐서린 양[*], 1994년 1월 24일 ~ )은 중국의 배우이다.

## 학력
- 인디애나 대학교

## 출연작

### 드라마
- 2016년 후난위성텔레비전 청춘진행중 《시! 상선생》 - 바비 역
- 2017년 텐센트 웹드라마 《악마소야별문아》 - 향만규 역
- 2018년 유쿠 웹드라마 《최친애적니》 - 니진 역
- 2019년 망고TV 웹 드라마 《애적기묘남우2》 - 백로 역
- 2019년 후난위성텔레비전 청춘진행중 《야공중최섬량적성》 - 얀커신 역
- 2019년 유쿠 웹드라마 《너만 좋아해》 - 왕어연 역
- 2020년 후난위성텔레비전 금응독파극장 《하일참시행복》 - 충샤오 역
- 2021년 유쿠 웹드라마 《십이담》 - 소청 역
- 2021년 텐센트 웹드라마 《려가행》 - 사령공주 역
- 2021년 텐센트 웹드라마 《우룡》 - 하후설 역
- 2021년 망고 TV 웹드라마 《여과성음유기억 : 소리의 기억》 - 저우나 역
- 2022년 후난위성텔레비전 금응독파극장 《이십불혹 2》 - 샤오미 역